# 기계면
기계면(杞溪面)은 경상북도 포항시 북구의 면이다. 기계면은 포항시에서 청송군과 안동시 등 북부 내륙 지방으로 통하는 국도 제31호선 길목에 위치하였으며, 영천시 임고면과 마주보고 있다. 비학산, 운주산 등 준봉이 사방을 호위하고, 그 가운데로 기계천이 만들어 낸 비옥한 옥토가 펼쳐져 있다. 기계면은 1970년대 근면·자조·협동의 3대 정신을 바탕으로 농촌근대화와 고도 산업화의 기틀이 된 새마을운동의 발상지이기도 하다.

## 개요
포항에서 청송과 안동 등 북부 내륙 지방으로 통하는 31번 국도 길목에 위치한 기계면은 비학산(762.3m), 운주산(806m)등 준봉이 사방을 호위하고, 그 가운데로 기계천이 만들어 낸 비옥한 옥토가 펼쳐져 있다. 또한 축산업이 발달하여 축산업은 포항시 전체 30%를 차지하고 있다. 그리고 기계면은 농촌 근대화와 고도산업화의 기틀이 된 새마을운동 발상지이기도 하다.
북·동쪽은 신광면(新光面)·죽장면(竹長面)·기북면(杞北面), 서쪽은 영천시 자양면(紫陽面)·임고면(臨皐面), 남쪽은 경주시 안강읍(安康邑)·강동면(江東面)과 접한다.
문화재로는 봉강재(경북문화재자료 201), 영일 기천고택(경북문화재자료 205), 분옥정(경북문화재자료 267), 삼원당(三願堂), 화수정(花樹亭), 성강서사(星岡書社), 학계정(鶴溪亭), 부운재(富雲齋), 옥동재사(玉洞齋舍), 용계정(龍溪亭), 사의당(四宜堂), 고인돌 등이 있다.

## 역사
본래 신라의 모혜현(芼兮縣) 또는 화계현(化鷄縣)이다. 757년에 지금의 이름인 기계현으로 개칭하여 의창군(義昌郡 : 흥해)의 영현이 되었다가, 1018년에 경주의 속현이 되었다. 조선시대에 성법이부곡(省法伊部曲 : 지금의 기북면 성법리 일대)이 폐지되어 기계현에 편입되었다. 이후 기계면이 되었다.
- 1906년 경주군 기계면이 흥해군에 편입되었다.
- 1914년 흥해군이 폐지되면서 영일군 기계면이 되었고, 42개 동리를 23개동으로 개편하였다.
- 1967년 3월 1일 용기리 등 10개동을 관할하는 기북출장소가 설치되었다.
- 1986년 4월 1일 기북출장소가 기북면으로 승격하여 기계면에서 분리되었다. 이때 기북출장소에서 관할하던 남계, 가안, 구지동이 다시 기계면에 편입되었다.
- 1988년 5월 7일 동을 리로 개정하였다.
- 1995년 1월 1일 영일군이 포항시에 합병되면서 포항시 북구 기계면이 되었다.

## 행정 구역
- 가안리(駕安里)
- 계전리(桂田里)
- 고지리(高旨里)
- 구지리(九旨里)
- 남계리(南溪里)
- 내단리(奈丹里)
- 문성리(文星里)
- 미현리(美峴里)
- 봉계리(鳳溪里)
- 성계리(星溪里)
- 인비리(仁庇里)
- 지가리(芝柯里)
- 학야리(鶴野里)
- 현내리(縣內里): 기계면 행정복지센터 소재지
- 화대리(禾垈里)
- 화봉리(華峯里)

## 교육 기관
예로부터 인물들이 많이 나온 고장으로 고려 제국 탄생의 주역이며 파평윤씨 시조 윤신달 장군을 비롯한 삼태사 등 과거부터 오늘에 이르기까지 걸출한 인물들이 어느 고을보다 많이 배출된 곳이다. 특히 근세에 들어와 한국역사의 전면에 등장한 장군들이 많이 배출되었는데 진총채 전 육군대장, 최경남 육군중장, 육군소장에서 예편하여 파나마 대사를 역임한 최석신씨와 최석구 육군준장 등이 대표적인 인물이다. 그외 교육계 인사로는 국내적으로 많이 알려진 서울대 문리대 손봉호 교수와 손원호 교수, 재계인사로는 이동찬 전 코오롱 그룹회장, 이상철 전 코오롱 그룹 사장, 이경우 동경물산대표, 손정익 칠성구두 사장, 원종국 세기냉동회장, 김유진 삼성물산 부회장, 김상두 무림산업 사장, 박상근 서광건설 사장 등이 경제계에서 활동하고 있다.
| 학교명       | 소재지                 | 비고 |
| ------------ | ---------------------- | ---- |
| 기계고등학교 | 북구 기계면 기계로 218 |      |
| 기계중학교   | 북구 기계면 기계로 218 |      |
| 기계초등학교 | 북구 기계면 기계로 122 |      |

## 공공 기관
| 기관명     | 소재지                   | 비고 |
| ---------- | ------------------------ | ---- |
| 기계파출소 | 북구 기계면 기계로 92-14 |      |

## 금융 기관
| 기관명           | 소재지                  | 비고 |
| ---------------- | ----------------------- | ---- |
| 기계새마을금고   | 북구 기계면 기계로 88-1 |      |
| 기계서포항농협   | 북구 기계면 기계로 102  |      |
| 기계신용협동조합 | 북구 기계면 기계로 87   |      |
| 기계우체국       | 북구 기계면 기계로 87   |      |

## 교통

### 간선 도로
새만금포항고속도로 서포항 나들목이 개설되어있다. 그 외에 국도 제31호선과 지방도 제921호선가 기계면을 지난다.
| 구분 | 도로 이름 |
| ---- | --- |
| 로   | 새마을로 (국도 제31호선), 봉좌로 (지방도 제921호선), 기계로, 기북로 (지방도 제921호선)                                                                                       |
| 길   | 계전길, 고지길, 구관길, 구지길, 근면길, 기남길, 기서길, 기동지길, 내단길, 내단천길, 봉계길, 봉덕길, 봉좌산길, 새마을발상지길, 성계길, 인비길, 자조길, 학야길, 협동길, 화대길 |

### 버스
포항시의 시내버스 노선체계에 따라 현내리에 기계환승센터가 조성되었다. 기계면과 기북면, 죽장면 각지로 운행하는 지선버스가 기계환승센터를 기점으로 운행한다. 또한 울산~안동 시외버스가 1일 2회 운행한다. 시외버스는 기계환승센터와 구지리에 정차한다.

## 관련 문학
- 기계 장날